# Mundos em Guerra
Our Worls at War, conhecido no Brasil como Mundos em Guerra, é um crossover publicado  pela editora de histórias em quadrinhos DC Comics durante o verão de 2001. Seguindo os roteiros de Jeph Loeb, Joe Casey,  Mark Schultz, Joe Kelly e Peter David, a série tratou de um conflito entre os heróis da Terra e a entidade conhecida como Imperiex, que desejava destruir o planeta. Entre os artistas da série incluíam-se Mike Wieringo, Ed McGuinness, Doug Mahnke,  Ron Garney e Leonard Kirk.

## Enredo
O crossover envolveu majoritariamente os títulos mensais de Superman e Mulher-Maravilha, mas foram publicadas uma série de especiais centrados em outros diversos personagens. O conflito teve início quando da chegada de uma entidade cósmica conhecida pelo nome de Imperiex, que veio a Terra com o intuito de destruí-la para dar início a um processo de destruição que se alastraria por todo o universo, com a justificativa de renová-lo. 
E, quando a batalha contra Imperiex aproximou-se de seu clíma, o vilão Brainiac 13 apareceu e lançou mão de um plano próprio para conquistar o universo.

## Publicação
No ano de 2000, Jeph Loeb e Joe Kelly lideraram uma equipe totalmente nova de roteiristas, que foi contratada com o intuito de "reerguer o personagem e tornar suas histórias mais atrativas". Ao final daquele ano, eles haviam conseguido: As vendas das revistas aumentaram e comentários positivos acerca das histórias contadas começaram a surgir.
Para dar continuidade a esse trabalho, os autores continuaram a ter a liberdade originalmente concedida, e isso gerou histórias como Retorno à Krypton, que visava alterar a origem do herói - e ainda trouxe de volta a continuidade o personagem Krypto. Lex Luthor foi eleito presidente, e Superman enfrentou a Elite na emblemática história What's so funny about Truth, Justice & the American Way?.
Em 2001, entretanto, os responsavéis pelos títulos orquestraram um evento que se alastraria por todo o universo DC. O personagem Imperiex já havia sido mostrado anteriormente, e retornaria com o intuito de destruir a Terra, e, consequentemente, boa parte do universo. Uma aliança com outros planetas, como Apokolips, que é governado por um dos inimigos de Superman, Darkseid, se faria necessária. A aliança entre inimigos pelo bem comum é parte importante na história, em especial no que se refere à Lex Luthor que, como presidente dos Estados Unidos, precisaria usar suas habilidade tática para o bem, e entrar para a história como o presidente que salvou o mundo.

Uma das maiores polêmicas geradas, ainda antes da publicação da história, foi a insinuação de que os pais de Superman poderiam falecer durante o crossover. O editor Eddie Berganza declarou, em entrevista, que a guerra significaria "mortos e feridos no Universo DC, inclusive alguém próximo ao Super-Homem", e chegou a declarar: 
| “ | Nós estaremos analisando algumas alternativas, chegando, até mesmo, a tirar o seu ponto de equilíbrio, os seus pais. Já notou como quando sempre que há dificuldades, o Super-Homem sempre volta ao lar, mesmo que por um pequeno período? Com a batalha, não poderá fazer isso. Ele será um homem diferente, assustado, pelo que verá na guerra. O personagem será testado novamente. | ” |

### Origens
A história é inspirada fortemente na Segunda Guerra Mundial, e surgiu após uma discussão sobre o ataque à Pearl Harbor e suas implicações no conflito, em especial com a entrada dos Estados Unidos na Guerra. Outra inspiração para o evento e seu formato de publicação é a minissérie Crise nas Infinitas Terras, um dos primeiros crossovers a envolver um universo inteiro.
Um dos maiores temas do conflito já havia sido introduzido na história What's so funny about Truth, Justice & the American Way?. O editor Eddie Berganza, responsável pela história, chegou a declarar que o evento funcionava como um "epílogo" à história, por levantar a questão de que os ideais do Super-Homem poderiam não resistir à brutalidade de uma guerra .
A publicação da história teve início em junho de 2001, e durou três meses, cada um contendo um dos três "atos" da história, que foram intitulados "Prelude to War", "All-Out War" e "Casualties of War"  (em português: Prelúdio para a Guerra, Guerra Total e Casualidades de Guerra, respectivamente).

### Consequências

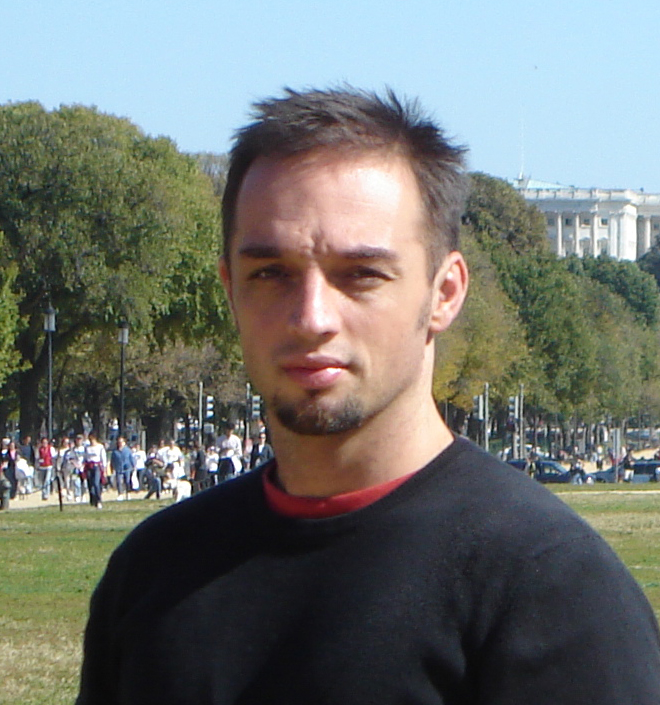
O escritor e desenhista Phil Jimenez abordou as consequências do conflito no título Wonder Woman.

No decorrer da sua publicação, a saga retratou a morte de diversos super-heróis, entre eles Aquaman, cujo reino, a Atlântida, desapareceu misteriosamente durante a história . O personagem permaneceria "morto" até meados de 2002, quando, durante o arco de história The Obsidian Age, o escritor Joe Kelly revelaria que Aquaman e a Atlântida estavam, na verdade, aprisionados no passado, por um feiticeiro atlante chamado Gamemnae. Ao fim da história, todo o povo atlante retornou ao presente.
A maioria dos personagens mortos eram, de alguma forma, relacionados à Superman, para que tais acontecimentos o afetassem especificamente, uma vez que o história pretendia testar seus limites . John Henry Irons, o Aço, foi dado como morto durante parte do evento, assim como Jonathan e Martha Kent, os pais de Superman. Tais fatos foram rapidamente revertidos, com todos os personagens se revelando vivos pouco após o fim do evento. Sam Lane, o pai de Lois Lane também veio à falecer durante a história, após se sacrificar para proteger Lex Luthor. A Estranha Visitante, personagem ligada à mitologia do Superman, e que havia sido introduzida ainda em 1999, também faleceu durante a saga.
Apesar de ser inicialmente focado primariamente em Superman, o título Wonder Woman, protagonizado pela Mulher-Maravilha também foi fortemente alterado pelos eventos de Our Worlds at War, com a morte de Hipólita, a mãe da personagem.

### Publicação no Brasil
A publicação se deu num momento de transição na história dos quadrinhos no Brasil. A editora Panini Comics havia acabado de assumir os títulos da Marvel Comics, deixando a Editora Abril apenas com os títulos da DC Comics. Embora inicialmente a editora planejasse publicar a história em formato similar ao da Panini, os títulos da editora acabaram sendo lançados em formatinho , com apenas as duas edições-chave sendo publicadas no formato usado pela Panini.

## A vida imita a arte
Our Worlds At War teve sua publicação próxima da ocorrência dos Ataques de 11 de Setembro de 2001. A sinistra sincronia entre os dois eventos tornou-se evidente em histórias como a publicada em Adventures of Superman #596, lançada apenas um dias após os ataques, e que mostra uma imagem das torres gêmeas da LexTowers, de propriedade de Lex Luthor, seriamente danificadas pelos ataques alienígenas empreendidos ainda naquela edição. Dada a antecipação com a qual a história foi planejada, escrita e desenhada, o escritor Joe Casey não poderia ter feito tal referência aos ataques ao World Trade Center de forma intencional, mas a própria DC Comics reconheceu a enorme semelhança e aceitou que os revendedores enviassem a revista de volta sem custos.
Ainda que os méritos da história sejam discutíveis, sua conclusão possui diversas semelhanças aos Estados Unidos pós-11 de Setembro. A mudança no emblema de Superman, de amarelo para preto, devido às mortes causadas por Imperiex, e que teve início em Adventures of Superman #596, permaneceu por anos, até outro crossover do personagem, a saga Ending Battle. Diversos personagens importantes para os protagonistas também vieram a falecer durante a história, como a mãe da Mulher-Maravilha, o pai de Lois Lane e Aquaman. Os pais de Superman também foram tidos como mortos durante algum tempo, por estarem numa das cidades devastadas por Imperiex, mas foram encontrados vivos posteriormente.

## Repercussão

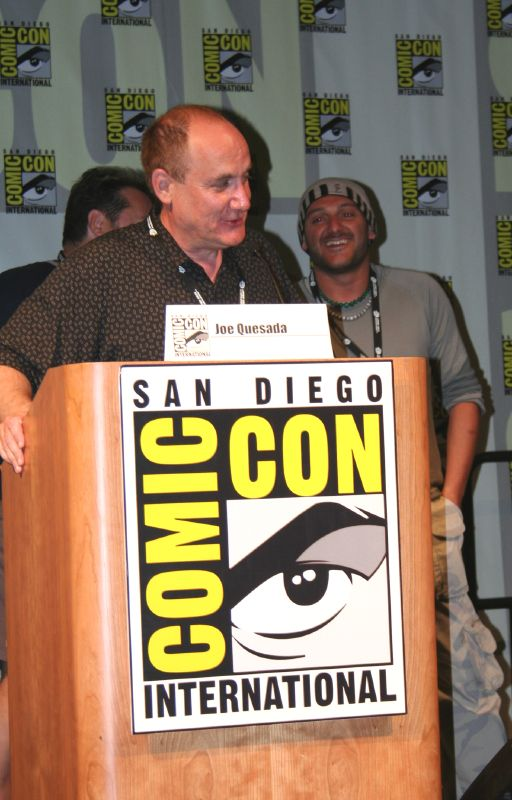
O roteirista Jeph Loeb, durante a convenção de quadrinhos de San Diego.

Enquanto o sucesso de vendas foi moderado, a série em si foi largamente criticada quando lançada. Muitos críticos reclamaram que a série possuía muitos nós. De fato, a série foi originalmente planejada para promover uma storyline de livros do super homem com um ou dois nós, mas eventualmente cresceu até um grande evento quando a DC decidiu expandir a storyline para incluir um grande número de edições rápidas, assim como crossovers entre os títulos mensais. Isto foi particularmente irritante para alguns leitores porque a DC já havia planejado outro crossover entre a companhia ("Coringa: A ultima risada") que apareceu no mês seguinte. Nenhum dos crossovers foi bem recebido mas ter dois de uma vez foi considerado bem excessivo pela maioria dos fãs.
A história também foi muito criticada pela quantidade de mortes gratuitas. Apesar de algumas mortes da saga serem rapidamente revertidas depois que a storyline teve fim (como Guy Gardner, Jonathan Kent e Aquaman), alguns personagens, como a Rainha Hippolyta, Maxima e o General Sam Lane (pai de Lois) permaneceram mortos, assim como grande parte da população de Topeka, Kansas.
Dito isso, a morte da Rainha Hippolyta obtevemuitas críticas das fãs do sexo feminino pela natureza gráfica da morte (morta em uma explosão e morrendo agonizante e deformada pelas queimaduras nos braços de sua filha, a mulher maravilha). Foi por causa disto (particularmente a justaexposição desta morte com as mortes de homens neste evento) que a série é chamada as vezes de "Nossa Guerra contra as Mulheres - uma brincadeira com a abreviação do nome original; OWAW. Entretanto, na minissérie Ataque das Amazonas, a rainha Hippolyta é trazida de volta a vida.

## Títulos envolvidos
A história do crossover espalhou-se pela seguintes edições:
- Action Comics #780-782
- Adventures of Superman #593-595
- Batman #593-594,
- Batman: Our Worlds at War #1,
- Flash: Our Worlds at War #1,
- Green Lantern: Our Worlds at War #1,
- Harley Quinn: Our Worlds at War #1,
- Impulse #77,
- JLA: Our Worlds at War #1,
- JSA: Our Worlds at War #1,
- Nightwing: Our Worlds at War #1,
- Superboy #89-91,
- Supergirl #59-61,
- Superman #171-173,
- Superman: Our Worlds at War Secret Files #1,
- Superman: The Man of Steel #115-117,
- Wonder Woman #171-173,
- Wonder Woman: Our Worlds at War #1,
- World's Finest Comics: Our Worlds at War #1,
- Young Justice #35-36
- Young Justice: Our Worlds at War #1.